# 桂恋
桂恋（かつらこい）は、北海道釧路市にある大字。郵便番号は085-0802。

## 地理
釧路市街の東部、春採地区に位置しており、益浦、白樺台、高山、三津浦と隣接する。

## 歴史

### 地名の由来
釧路市のホームページは「水鳥が波に集まる」という意味のアイヌ語に由来するとする一方、江戸時代のアイヌ語通詞だった上原熊次郎は「カチロコイ。此の山辺にカチロコイと囀る小鳥のある故字になすという」と記録し、幕末の探検家・松浦武四郎は『東蝦夷日誌』に「カツラコイ。名義は、往昔カツラコイ・チリといへる鳥が多く寄りしが故に号ると」と記している。1975年発行の北海道地名誌ではコシジロウミツバメを表す「カンヂャラコイ」がなまったものとしている。

### 桂恋簡易水道
地下水に恵まれなかった当地は飲料水の確保に苦労しており、市街地より遠かったことから釧路市水道の供給もなかったため、全国初の表流水取水の簡易水道である桂恋簡易水道が敷設された。1954年（昭和29年）10月3日に着工、同年12月20日に竣工している。この簡易水道は鶴ケ岱浄水場の給水範囲が拡張された1971年（昭和46年）9月に廃止された。

## 世帯数と人口
2005年（平成17年）10月11日現在の世帯数と人口は以下のとおりである。
| 町名 | 世帯数  | 人口  |
| ---- | ------- | ----- |
| 桂恋 | 153世帯 | 386人 |

## 小・中学校の学区
市立小・中学校に通う場合、学区は以下の通りとなる。
なお2005年3月末までは釧路市立桂恋小学校（1901年創立）が存在した。
|      | 小学校             | 中学校               |
| ---- | ------------------ | -------------------- |
| 全域 | 釧路市立東雲小学校 | 釧路市立桜が丘中学校 |

## 交通
- 北海道道142号根室浜中釧路線

## 施設
- 桂恋漁港